# Platycryptus undatus
Platycryptus undatus is een spinnensoort uit de familie springspinnen (Salticidae). De soort komt voor in Noord-Amerika.